# Voiture électrique en France
Pour un article plus général, voir Voiture électrique.
La voiture électrique s'est développée en France surtout à partir de 2011, bien que la France ait été pionnière dans la création des premières voitures électriques au XIXe siècle. Après un premier âge d'or au début du XXe siècle, elle a cédé la place aux voitures thermiques, devenues moins chères et jouissant d'une plus grande autonomie.
Les immatriculations de voitures particulières électriques sont passées de 180 en 2010 à 298 522 en 2023 (16,8 % du marché) ; celles d'utilitaires électriques sont passées de 796 en 2010 à 29 990 en 2023. Fin 2023, la France compte 1 018 605 véhicules 100 % électriques et 576 236 hybrides rechargeables en circulation selon Avere France. La part de la France dans le marché de la voiture 100 % électrique de l'Union européenne atteignait 18,1 % en 2022, au 2e rang derrière l'Allemagne (41,9 %).
La France disposait fin 2024 de 154 694 points de recharge accessibles au public.
France Stratégie estime qu'un parc automobile français composé uniquement de véhicules électriques consommerait près de 90 TWh par an, soit 20 % de la consommation d'électricité française ou environ la quantité d'électricité exportée par la France en 2015. Le principal problème est le risque de concomitance des recharges : 30 millions de véhicules électriques se rechargeant en même temps à 19 h, même lentement à 3 kW, appelleraient une puissance supplémentaire de 90 GW, soit presque le double de la demande de pointe actuelle. France stratégie en conclut qu'une gestion intelligente, visant à répartir la recharge sur 24 h, doit être prévue dès le départ avec des incitations tarifaires.
L'État accordait, dès 2015, aux voitures électriques, un bonus écologique fiscal pouvant aller jusqu'à 6 300 € ; la loi relative à la transition énergétique pour la croissance verte institue de surcroît une prime à la conversion pour l'échange d'un véhicule Diesel contre un modèle électrique de 4 000 €, ramenée en 2018 à 2 500 €. Le ministre de l'Écologie d'alors, Nicolas Hulot, a annoncé le 6 juillet 2017 l'objectif d'interdire la vente de voitures essence ou Diesel d'ici à 2040 et la Commission européenne a annoncé l'interdiction de vente de voitures thermiques pour 2035.

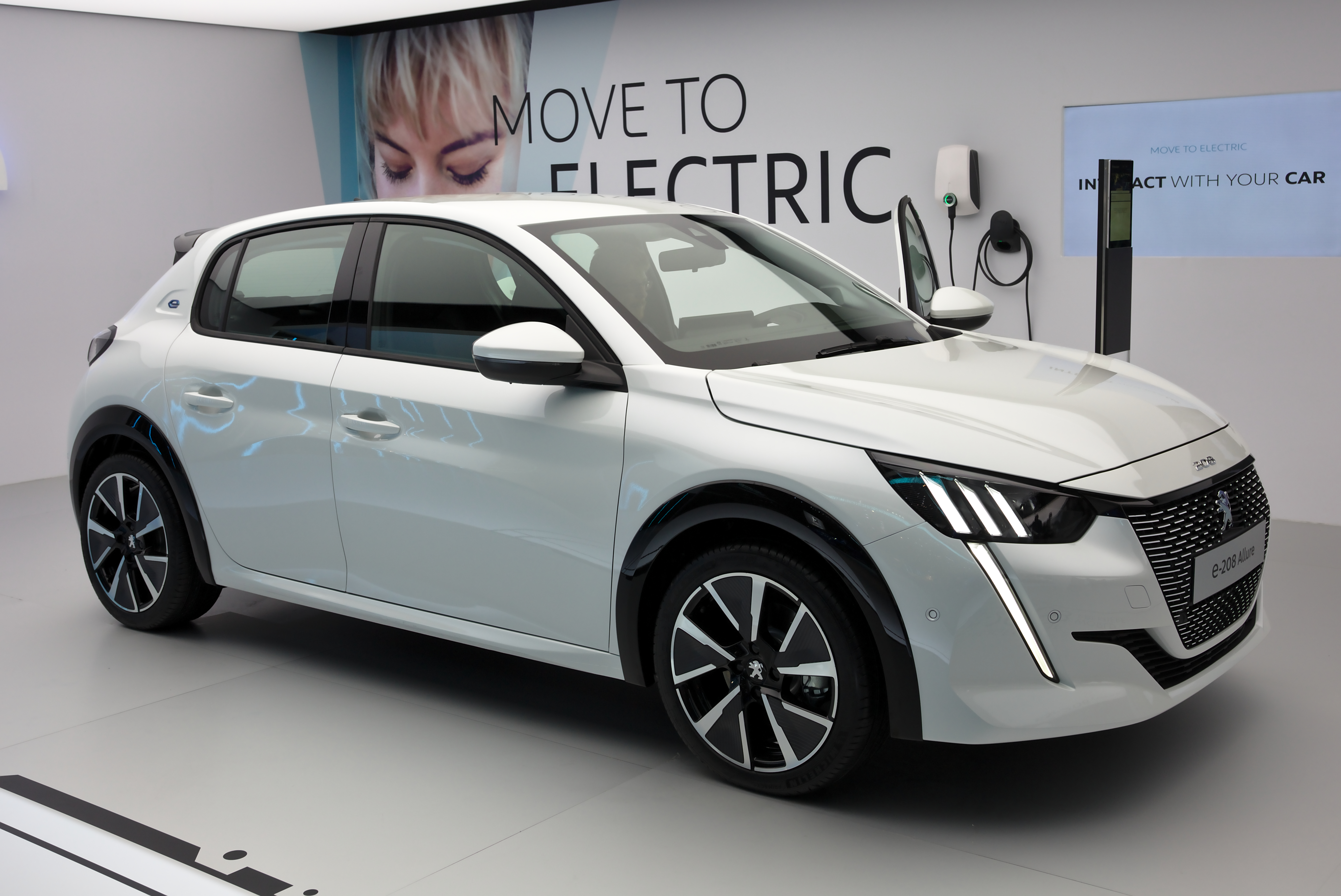
La Peugeot e-208, voiture électrique la plus vendue en France en 2022.

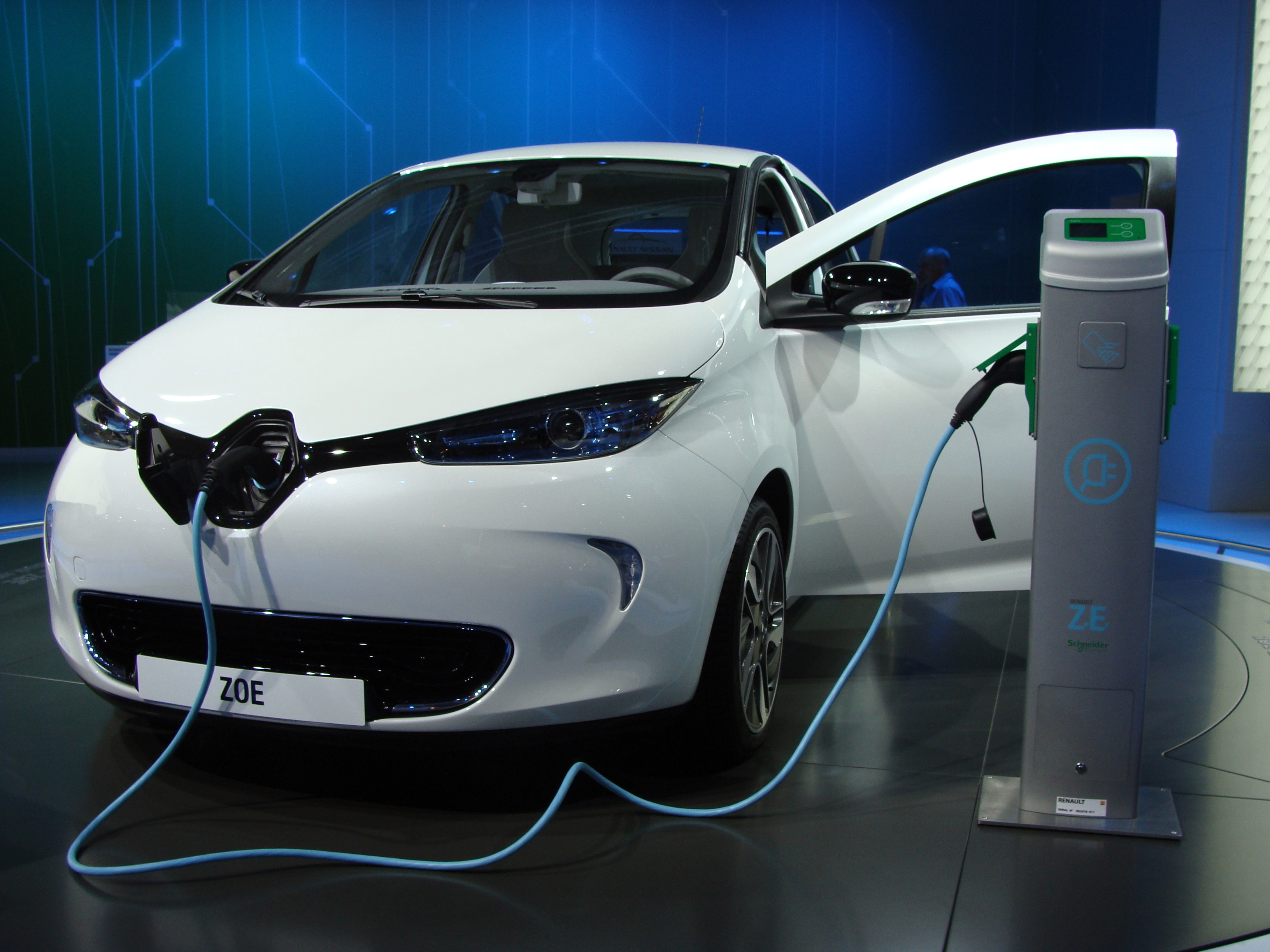
La Renault Zoe, voiture électrique la plus vendue en France de 2013 à 2020.

## Histoire

### XIXesiècle
Les premiers prototypes de voitures électriques utilisaient des batteries qui ne se rechargeaient pas. Le français Gaston Planté invente en 1859 la batterie rechargeable au plomb acide. Le premier modèle probant de voiture électrique est mis au point en 1881 par trois Français : Camille Faure, électro-chimiste qui travaille à l'amélioration des batteries au plomb de Planté, Charles Jeantaud, constructeur automobile, et Nicolas Raffard, ingénieur en mécanique. Gustave Trouvé, ingénieur concepteur d'engins électriques, présente à l'académie des sciences son moteur électrique, qu'il adapte d'abord à une barque, puis à un tricycle. Ce véhicule est présenté à l'Exposition internationale d'Électricité de Paris en novembre 1881 comme la première voiture électrique de l'histoire.

### XXesiècle
Charles Jeantaud produit de 1893 à 1906 une voiture électrique qui porte son nom et bat les records de vitesse : 63 km/h. C'est l'âge d'or du véhicule électrique : près du tiers des véhicules circulant en 1900 sont propulsés par des batteries. Ces voitures électriques ont à cette époque l'avantage d'être très faciles à démarrer et n'ont pas le défaut d'émettre de fumées nauséabondes.

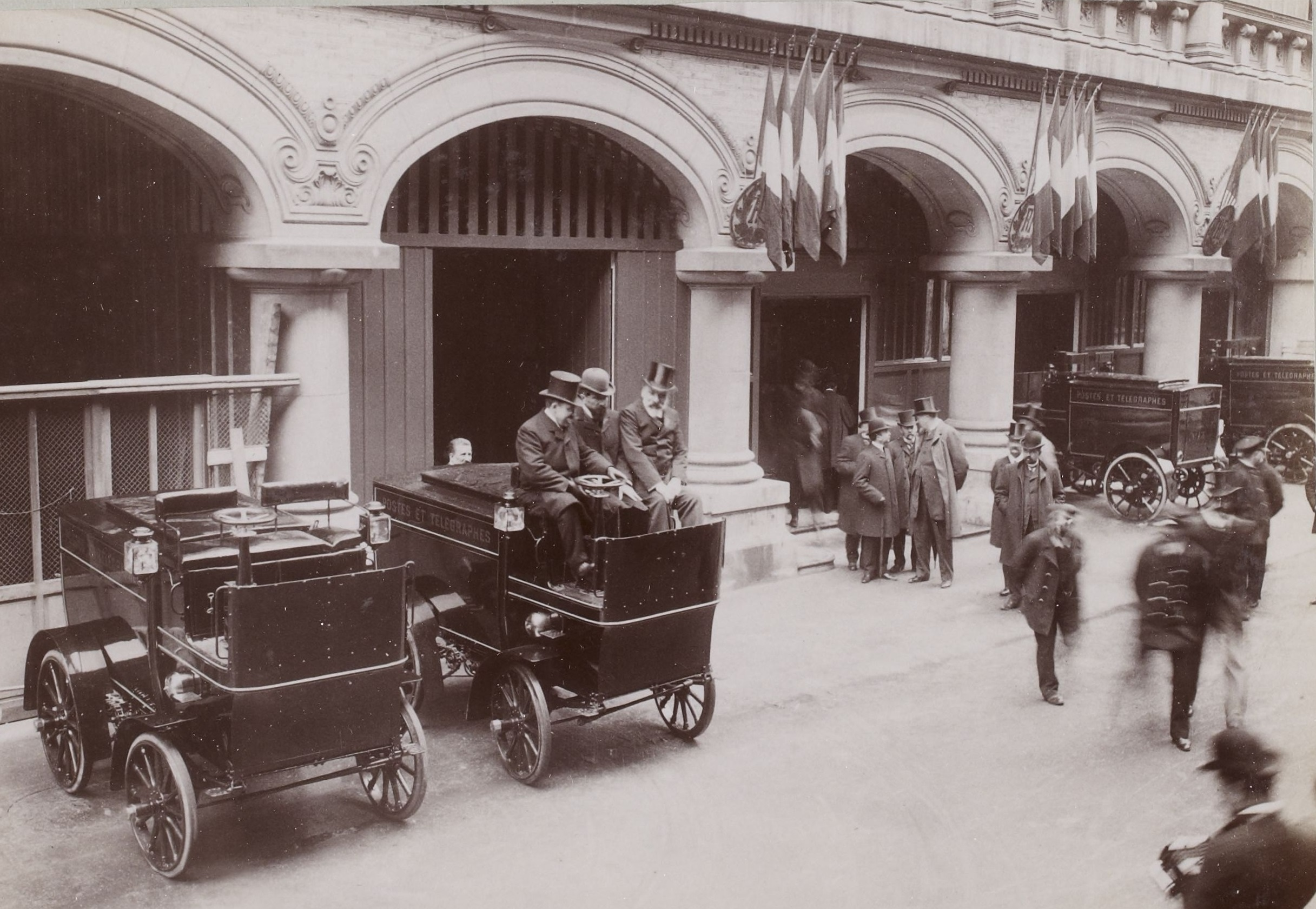
Deux voitures électriques des postes parisiennes, livrées le 16 octobre 1904.

La Poste livre le courrier en voiture électrique dès 1901 en Mildé, fabriquée à Levallois-Perret, qui possède une autonomie de 50 km et une vitesse de pointe de 15 km/h pour un poids total de près de 1,5 tonne.
Mais les progrès technologiques dans le domaine des batteries sont rares, alors que les progrès du moteur à combustion interne sont continus. Le coup de grâce est donné à la voiture électrique par le lancement de la Ford T en 1908, qui marque petit à petit la démocratisation du véhicule thermique personnel. La voiture électrique cède la place dans les années 1920 : sa trop faible autonomie la rend incompatible avec les nouveaux usages et les réseaux routiers qui s'étendent. C'est également le début de l'abondance de l'essence bon marché et le défaut de compétitivité économique par rapport aux véhicules thermiques augmente : les Ford industrialisées coûtent jusqu'à deux fois moins cher.
En 1973, le premier choc pétrolier redonne sens au concept de la voiture électrique. Durant la première moitié des années 1990, les constructeurs réalisent différent prototypes d'automobiles électriques. PSA lance une série de modèles de voitures électriques (prototype Peugeot 205 en 1984, l'utilitaire Peugeot J5 en 1989, Peugeot 106 en 1995, Citroën AX en 1993 Saxo en 1997). L'autonomie reste inférieure à 100 km, le prix de vente élevé et le réseau peu enclin à vendre ce genre de véhicule, la diffusion reste faible,. Renault proposera des Clio et Express, teste la Zoom en 1992, une micro-citadine, et s'initie à l'hybride série en 1995 avec le programme Next. En 1995, chaque constructeur français lance quelques flottes test de voitures écologiques auprès d'administrations ou de clients pilotes. En 1996, le prototype Vert de Renault tente de pallier la faiblesse de l'autonomie avec une hybridation série à un générateur au gaz. Renault lance en 2003 un Kangoo Elect'road, véhicule hybride dont la production sera abandonnée après 500 exemplaires vendus.

### XXIesiècle
En 2007, la majorité des voitures électriques étaient possédées par des entreprises ou des collectivités territoriales : leur utilisateur était La Poste, qui avait décidé de tester de nouveaux véhicules électriques : des Cleanova II, reposant sur le Renault Kangoo. La distribution du courrier est particulièrement exigeante pour les véhicules, qui subissent une utilisation urbaine intensive et alternent en permanence départs et arrêts ; leur consommation de carburant est ainsi couramment le double de celle d'un véhicule ordinaire.
La Poste souhaitait exploiter, d'ici 2015, un parc automobile de près de 10 000 véhicules légers et utilitaires et envisageait, à terme, d'utiliser uniquement des véhicules électriques. Le Citroën Berlingo électrique est le premier véhicule électrique utilisé par l'entreprise à l'échelle nationale avec 250 unités mises en circulation à travers le territoire français à partir de 2010.
La loi sur l'air impose à certains acteurs (collectivités territoriales, EPIC et entreprises publiques) un taux de renouvellement de 20 % en véhicules fonctionnant à l'électricité ou au GNV ou au GPL.
En France, après le Grenelle de l'environnement, le gouvernement fait du développement des véhicules électriques et hybrides une priorité importante de sa politique de réduction des émissions de gaz à effet de serre.
Le 1er octobre 2009, Jean-Louis Borloo, ministre de l'Écologie, et Christian Estrosi, ministre de l'Industrie, présentent un plan national pour la mise en circulation de deux millions de voitures électriques et hybrides en 2020. Dans ce plan sont présentées quatorze actions concrètes afin de favoriser le déploiement de ce nouveau moyen de transport.
Le Gouvernement français signe en avril 2010 une charte avec les constructeurs automobiles PSA et Renault, ainsi que douze villes phares pour l'installation, dès 2011, d'infrastructures de recharge accessibles au public.
En 2010 et 2011, Toyota et EDF ont testé à Strasbourg une nouvelle voiture hybride dérivée de la Prius, en vue d'une future commercialisation. Cette voiture essence hybride, rechargeable sur une prise électrique domestique, permettait pour les petits trajets de rouler exclusivement à l'électricité, la propulsion essence étant réservée aux trajets plus longs.
En 2016, les sociétés d'autoroute annoncent « des bornes de charge rapide tous les 80 km » sur Lille-Paris-Lyon-Marseille ainsi que sur la liaison Bordeaux-Narbonne. Ces 200 bornes sont équipées par Sodetrel, Tesla, Nissan et les groupes pétroliers et doivent permettre de recharger des véhicules en une demi-heure.
En juin 2018, Renault annonce un plan d'investissement d'un milliard d'euros dans ses usines en France pour accroître ses capacités de production de véhicules électriques : l'usine de Douai accueillera la plate-forme industrielle électrique de l'alliance Renault-Nissan-Mitsubishi, sur laquelle seront produites à partir de 2021 les voitures à batterie de Renault autres que la Zoe. Les capacités de production de la Zoe à l'usine de Flins (Yvelines) seront doublées, de 60 000 à 120 000 véhicules par an ; l'usine de Cléon triplera sa capacité de production de moteurs électriques, passant à 240 000 unités par an ; l'usine de Maubeuge bénéficiera d'investissements pour la production de la prochaine génération de Kangoo électriques.
En 2019, Peugeot commence à assembler des moteurs électriques, à partir de composants achetés à des fournisseurs extérieurs, dans son usine de Trémery, réputée comme le plus grand site au monde pour la production de moteurs Diesel, tombés depuis en déclin. Cette production devrait atteindre 15 000 moteurs en 2019, puis 120 000 en 2020 et 180 000 en 2022. Ensuite, l'usine produira entièrement les moteurs, en coentreprise avec le japonais Nidec, visant un rythme de croisière de 900 000 moteurs en 2025 avec 400 salariés.
En juillet 2019, lors de la présentation de la troisième génération de sa Zoe, Renault affirme que son avance lui permet déjà de rentabiliser ses véhicules électriques, même si la marge n'est pas encore au niveau de celle de l'ensemble du groupe.
Fin 2022, la France compte 1 102 975 véhicules électriques et hybrides rechargeables en circulation et 82 107 points ouverts au public
Le 7 juin 2023, le constructeur chinois BYD annonce le lancement de ses ventes en France : cinq modèles 100 % électriques seront proposés. Il a signé des contrats avec cinq grands réseaux de concessionnaires en France, couvrant les régions et les plus grandes villes du pays, et prévoit d'en signer avec cinq autres groupes de distribution d'ici la fin de 2023, prévoyant 15 à 20 points de vente fin 2023 et une centaine d'ici à 2025. BYD a déjà investi en 2022 le Benelux, l'Autriche, la Suède, la Finlande et le Danemark ; en mai, il s'est lancé sur les marchés espagnols, portugais et irlandais et se lance en Italie en juin, en Allemagne en septembre.

## Statistiques d'immatriculations
En 2024, les immatriculations de voitures électriques se sont élevées à 291 143 voitures, en baisse de 2,5 % dans un marché automobile en recul de 3,17 % ; leur part de marché ne progresse que très légèrement : 16,9 % contre 16,8 % en 2023. Les ventes en France de Tesla reculent de 35,4 % et celles de Dacia de 7,3 % du fait de l'écroulement des ventes de sa Spring électrique ; par contre, les ventes de Toyota progressent de 18,6 %. Les marques chinoises (hors Volvo) ont immatriculé 31 567 voitures, soit une part de marché de 1,83 %, en baisse par rapport aux 1,9 % de 2023.
Sur le marché des flottes d’entreprise (loueurs longue durée et véhicules d’entreprise), en baisse de 4,38 % en 2024, la part des voitures électriques passe de 11,07 % en 2023 à 11,59 % ; celle des hybrides rechargeables baisse de 9,81 % à 9,25 % et celle des hybrides simples progresse de 15,97 % à 22,09 %.
En 2024, le constructeur ayant vendu le plus grand nombre de voitures électriques en France est Renault (49 204 véhicules, soit 16,9 %) alors qu'en 2023 Tesla était largement en tête. Les ventes de Renault progressent de 52 % et celles de Peugeot de 35 %, alors que celles de Tesla reculent de 35 %. Avec Citroën, la part des constructeurs français atteint 36 %. Le classement par pays de fabrication des véhicules est très différent : seulement 17,5 % des voitures électriques vendues en France ont été fabriquées en France ; le pays d'origine qui arrive en tête est l'Allemagne : 26,4 % , surtout grâce au Tesla Model Y, produit près de Berlin. Cependant, le nombre de voitures électriques fabriquées en France s’est envolé de 68 %, en grande partie grâce à Renault, qui a lancé en 2024 deux nouveaux modèles produits en France, la R5 et le Scénic. La Chine arrive au troisième rang (15,3 %) malgré la perte du bonus sur les voitures électriques fabriquées en Chine, qui a causé l'effondrement des ventes de Dacia Spring, MG 4 et Tesla Model 3.
| Année         | Voitures particulières | Part de marché | Utilitaires |
| ------------- | ---------------------- | -------------- | ----------- |
| 2010          | 180                    | 0,01 %         | 796         |
| 2011          | 2 630                  | 0,12 %         | 1 683       |
| 2012          | 5 663                  | 0,30 %         | 3 651       |
| 2013          | 8 779                  | 0,49 %         | 5 175       |
| 2014          | 10 560                 | 0,59 %         | 4 485       |
| 2015          | 17 266                 | 0,90 %         | 4 949       |
| 2016          | 21 751                 | 1,08 %         | 5 556       |
| 2017          | 24 910                 | 1,18 %         | 6 011       |
| 2018          | 31 055                 | 1,49 %         | 8 103       |
| 2019          | 42 763                 | 1,9 %          | 7 958       |
| 2020          | 110 916                | 6,4 %          | 8 792       |
| 2021          | 162 106                | 9,8 %          |             |
| 2022          | 203 121                | 13,3 %         |             |
| 2023          | 298 522                | 16,8 %         | 29 990      |
| 2024          | 291 143                | 16,9 %         |             |
| 2025 (7 mois) |                        | 17,5 %         |             |

En 2023, les véhicules 100 % électriques ont représenté 16,8 % des nouvelles immatriculations (298 522 voitures) et les hybrides rechargeables 9,2 %. Les premières ont atteint 21 % en décembre, de nombreux achats ayant été anticipés après l'annonce d'un resserrement du bonus au 1er janvier 2024,. Avec les utilitaires, les ventes de véhicules électriques totalisent 328 512 véhicules, en hausse de 49,5 %, et le cap du millionième véhicule 100 % électrique a été passé fin 2023 : au 31/12/23, le parc roulant électrique atteignait 1 018 605 véhicules. De 2010 à 2023, 1,06 million de véhicules électriques ont été immatriculés, dont 939 740 voitures particulières et 115 558 utilitaires. La part de marché du groupe Renault-Nissan a reculé de 53,5 % en 2019 à 21,4 % en 2023, celle de Stellantis a progressé de 3 % en 2019 à 26 % en 2022, mais a reculé à 23,5 % en 2023, Tesla est passé de 17,2 % en 2019 à 21,4 % en 2023 ; la part de marché du groupe chinois SAIC (MG) en 2023 est de 9,2 %, celle du groupe Volkswagen de 8,2 %, celle du groupe Hyundai-Kia de 6,1 %, celle de BMW de 5,1 % ; les autres constructeurs se partagent 5,1 %.
Fin 2022, la France compte 1 102 975 véhicules 100 % électriques (VE) ou hybrides rechargeables (VHR).
En 2022, les ventes de voitures 100 % électriques ont atteint 203 121 unités, soit 13,3 % du marché. Avec les hybrides rechargeables, les ventes totalisent 329 670 unités, soit 21,6 % du marché, en progression de 8,5 % selon la Plateforme automobile (PFA). Sur le seul marché des ménages, la pénétration des voitures 100 % électriques atteint même 18,2 % sur les onze premiers mois. Les immatriculations de voitures 100 % électriques ont progressé de 25,3 % par rapport à 2021 et placent la France au 2e rang de l'Union européenne (18,1 % des ventes) derrière l'Allemagne (41,9 %).
En octobre 2022, le nombre de véhicules électriques en circulation (voitures et utilitaires) dépasse pour la première fois la barre du million (2,5 % du parc) : 639 673 véhicules entièrement électriques (1,5 % du parc) et 385 929 hybrides rechargeables.
En 2021, selon la Plateforme automobile (PFA), la part de marché de la voiture électrique a atteint 9,8 % et celle de l'hybride rechargeable 8,5 % ; les ventes de voitures à batteries ont atteint 303 100, soit 63 % de plus qu'en 2020. Selon le CCFA, 162 106 voitures électriques ont été immatriculées en 2021, en progression de 46 % par rapport à 2020.
En 2020, selon les données du Comité des constructeurs français d’automobiles (CCFA), la voiture électrique totalise 110 912 immatriculations, soit une part de marché moyenne de 6,4 % et une progression de 169 % par rapport à 2019. La Renault Zoe représente 34 % du marché avec 37 409 immatriculations. Le segment hybride rechargeable passe de 18 592 immatriculations en 2019 à 74 587 immatriculations en 2020, soit une augmentation de 300 % et une part de marché moyenne de 4,5 %. Au total, électrique et hybride rechargeable totalisent 185 499 immatriculations, soit 11 % de l’ensemble des véhicules particuliers neufs vendus en 2020. Alors que les ventes de voitures ont reculé de 25 %, celles des voitures à batteries ont été multipliées par trois par rapport à 2019. Les constructeurs, poussés par les objectifs CO2 européens devenus contraignants, ont enfin proposé une offre, et le marché a suivi grâce à la subvention publique. Les constructeurs nationaux ont totalisé plus de 60 % du marché 100 % électrique : 37,3 % pour Renault et 23,9 % pour PSA, suivis par le groupe Hyundai-Kia (10,7 %), Volkswagen (8,9 %) et Tesla (6,7 %). Le modèle le plus vendu est resté la Renault Zoe (33,7 %), suivie par la Peugeot e208 (14,9 %), la Tesla Model 3 (5,8 %), la Hyundai Kona (4,7 %) et la Kia Niro (4,6 %).
Au premier semestre 2020, les voitures « électrifiées » ont représenté 9,1 % des immatriculations : 45 000 VE (voitures 100 % électriques), soit 6,3 %, et 20 180 PHEV (hybrides rechargeables), soit 2,8 %. Alors que la crise du coronavirus a fait chuter le marché automobile de 38,6 %, les immatriculations de voitures électrifiées ont plus que doublé par rapport à la même période de 2019 ; il s'en est vendu en six mois davantage que sur toute l'année 2019. Ce boom a fait baisser les émissions de CO2 des voitures neuves vendues en France de 112 g/km en moyenne en 2019 à 99 g/km au premier semestre 2020. La Renault Zoe reste en tête avec 17 650 immatriculations, soit 12 % des ventes de Renault, suivie par la Peugeot e-208 avec près de 9 000 unités, qui représenterait 25 à 30 % des ventes de Peugeot 208 en Europe.
Les deux premiers mois de 2020 ont connu un boom des immatriculations de voitures « électrifiées » (électriques et hybrides), dont 14 706 immatriculations de modèles de démonstrations des concessions et 1 980 immatriculations par les constructeurs eux-mêmes, soit au total 31,8 % des immatriculations ; 5 787 immatriculations proviennent des loueurs courte durée ; les entreprises ont généré 11,8 % du volume et les loueurs longue durée 10,8 % ; les particuliers représentent seulement 38,5 % du marché de la voiture électrifiée, soit 20 607 immatriculations. Mais cette part de marché est beaucoup plus élevée chez PSA (plus de 50 %) et atteint 51 % pour la Renault Zoe.

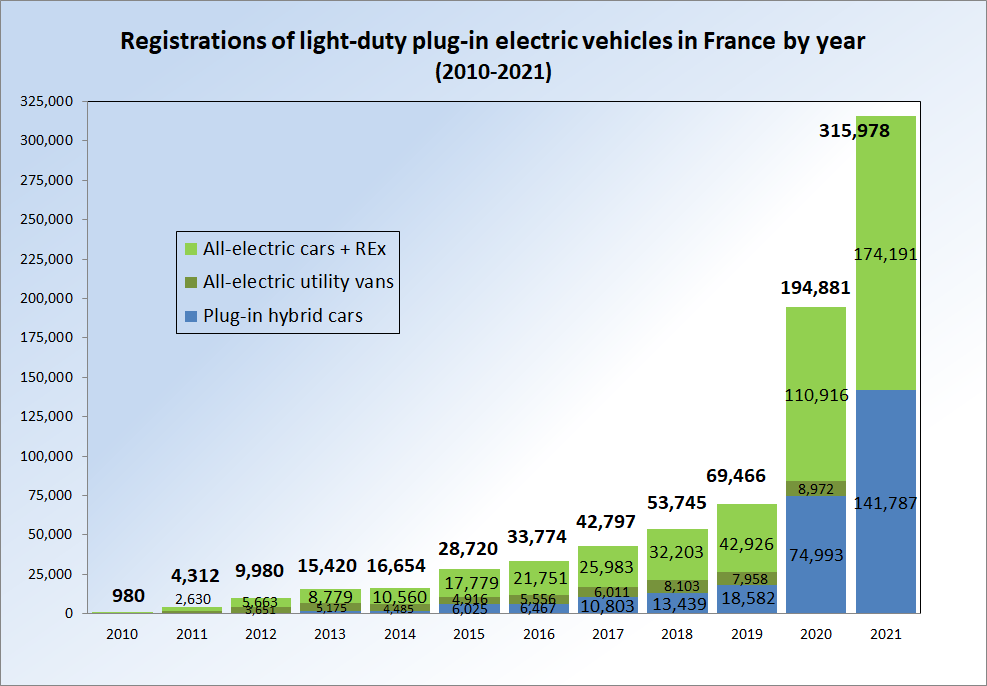
Immatriculations (2010-2021)
voitures électriques
véhicules hybrides rechargeables

En 2019, les ventes de voitures électriques en France ont progressé de 37,7 %, atteignant 42 764 unités ; la part de marché de la voiture électrique s'est élevée à 1,9 % (2,27 % en décembre). Les hybrides rechargeables ont progressé de 28 % à 18 592 immatriculations. Les modèles les plus vendus ont été la Renault Zoe (44 % de part de marché), la Tesla Model 3 (15 %), la Nissan Leaf (8,7 %) et la BMW i3 (6,5 %). Le parc de voitures électriques atteignait 166 810 unités fin 2019 (226 800 unités avec les hybrides rechargeables).
Sur le marché des entreprises, la part de marché des véhicules électriques et hybrides (véhicules particuliers et utilitaires) a atteint 6,5 % en 2019, dont 2,3 % de véhicules 100 % électriques, 1 % d'hybrides rechargeables et 3,2 % d'hybrides classiques. Le segment des électriques pures atteint 20 835 immatriculations, en progression de 21,6 %, dont 6 613 ventes pour la Renault Zoe, 3 554 ventes pour le Renault Kangoo ZE et 2 441 ventes pour la Tesla Model 3.
En 2018, les immatriculations de voitures électriques en France ont progressé de 24,67 %, atteignant 31 055 unités ; la part de marché de la voiture électrique s'est élevée à 1,49 % sur l'année et à 2,68 % en décembre. La Renault Zoe (17 038 immatriculations) et la Nissan Leaf (4 668 immatriculations) accaparent à elles seules près de 70 % de cette part. Les voitures hybrides rechargeables ont atteint une part de 0,62 % avec 13 439 immatriculations (+24,4 %). Le marché des utilitaires électriques a progressé de 34,8 % avec 8 103 immatriculations, dont 4 176 Kangoo ZE.
Le ralentissement de la croissance des ventes au premier semestre 2018 est dû en grande partie aux difficultés de production et d'approvisionnement en batteries pour la Renault Zoe.
Les ventes de voitures électriques sont particulièrement nombreuses dans les plus grandes agglomérations, mais aussi dans des départements ruraux :
| Département                                                                 | Immatriculations | Part de marché |
| --------------------------------------------------------------------------- | ---------------- | -------------- |
| Paris                                                                       | 1 599            | 3,12 %         |
| Hauts-de-Seine                                                              | 2 179            | 2,74 %         |
| Haute-Garonne                                                               | 970              | 2,32 %         |
| Gers                                                                        | 111              | 2,23 %         |
| Alpes-Maritimes                                                             | 790              | 2,22 %         |
| Haute-Savoie                                                                | 730              | 2,21 %         |
| Ardèche                                                                     | 159              | 2,11 %         |
| Lot-et-Garonne                                                              | 211              | 2,05 %         |
| Seine-et-Marne                                                              | 877              | 2,00 %         |
| Maine-et-Loire                                                              | 369              | 1,99 %         |
| Indre-et-Loire                                                              | 328              | 1,98 %         |
| Ardennes                                                                    | 143              | 1,98 %         |
| Lot                                                                         | 87               | 1,96 %         |
| Tarn-et-Garonne                                                             | 113              | 1,95 %         |
| Bouches-du-Rhône                                                            | 1 082            | 1,82 %         |
| Yvelines                                                                    | 1 261            | 1,73 %         |
| Rhône                                                                       | 999              | 1,65 %         |
| Total en France                                                             | 31 479           | 1,45 %         |
| Source : automobile-propre.com, d'après Statistiques développement durable. |                  |                |

En 2016, la France a immatriculé 29 510 voitures électriques, dont 21 760 voitures à batterie (4,7 % du marché mondial, au quatrième rang derrière la Chine, les États-Unis et la Norvège) et 7 750 voitures voitures hybrides rechargeables, atteignant un parc de 84 000 voitures électriques, dont 66 970 voitures à batterie et 17 030 voitures voitures hybrides rechargeables.
En 2017, Renault a vendu 31 300 Zoe et 4 230 Kangoo ZE, atteignant une part du marché européen de la voiture électrique de 23,8 % ; les ventes de Zoe ont bondi de 44 % par rapport à 2016. Fin 2018, Renault fête le passage du cap des 200 000 véhicules électriques vendus, dont 128 000 Zoe, 37 000 Kangoo et 25 000 Twizy.
En 2016, le marché du véhicule électrique a progressé de 26 % pour atteindre un total de 27 307 immatriculations, dont 21 751 véhicules particuliers électriques (+26 %) et 5 556 véhicules utilitaires électriques (+13 %). Les voitures électriques particulières représentent 1,08 % des ventes d'automobiles neuves, et l'électrique atteint 1,35 % des ventes de véhicules utilitaires neufs. La Renault Zoe est largement en tête avec 11 404 immatriculations parmi les VP et la Renault Kangoo parmi les VU avec 2 389 immatriculations. Le parc français atteint environ 93 000 véhicules électriques en circulation.
Pour la première fois, en 2015, les particuliers sont devenus majoritaires en France dans les achats de voitures électriques (57,4%) et leur poids progresse encore au début 2016 (58,6%). En 2014, les particuliers ne pesaient que 36,3% des achats ; le gros des ventes était alors réalisé par les flottes d'entreprise et les administrations. Les ventes de voitures électriques ont grimpé de 64 % en 2015, à 17 266 unités, et ont presque doublé depuis le début de 2016 : la France est même redevenue le premier marché d'Europe, devant la Norvège.
Sur les 8 000 achats de voitures électriques réalisés en France entre janvier et octobre 2014 (Renault Zoe 51,7 %, Nissan LEAF 17,3 %, Bolloré Bluecar 12,6 %, Smart 5,3 %, Volkswagen 3,8 %, Tesla 2,7 %, BMW i3 : 2,1 % , etc.), seuls 2 365 ont été le fait de particuliers, soit 29,5 % du total. Nissan ne vend que 26 % de ses voitures électriques aux particuliers et Renault 36 % pour la Zoe. Le solde se concentre sur les flottes d'entreprise (2 000 unités, en hausse de 9,8 % depuis janvier), et surtout sur les véhicules de démonstration (3 300 ventes), présentés dans les concessions et laissés à la disposition des clients, ainsi que les véhicules qui seront utilisés par les réseaux d'autopartage. Parmi les 3 300 unités immatriculées, on trouve 1 000 Bluecar de Bolloré, destinées à alimenter Autolib' et les autres réseaux en province.
En 2013, les ventes de voitures électriques connaissent une forte progression en France, selon des chiffres publiés le 7 janvier 2014 par l'association Avere France : +55 %, mais à des niveaux encore très faibles : 8 779 unités sur un peu moins de 1,8 million de voitures neuves écoulées dans l'Hexagone, soit un peu moins de 0,5 %. En comparaison, en Norvège, les véhicules électriques sont sept fois plus présents qu'en France. La Renault Zoe, la Nissan Leaf et la Bolloré Bluecar utilisées en autopartage sont les plus prisées. Les ventes d'utilitaires légers électriques ont bondi, pour leur part, de 42 %, à 5 175 unités, avec la fourgonnette Renault Kangoo Z.E. en tête.
Au début de juillet 2013, l'alliance Renault-Nissan annonce avoir dépassé les 100 000 livraisons de véhicules électriques ; investissant quatre milliards d'euros dans cette technologie, elle se présente comme le plus grand constructeur de véhicules « zéro émission » du monde. Plus de 71 000 Nissan LEAF sont déjà vendues à cette date, le modèle électrique le plus vendu, dont les principaux marchés sont les États-Unis, avec environ 30 000 exemplaires, le Japon (28 000) et l'Europe (12 000). Aux États-Unis, la Leaf figure parmi les dix véhicules les plus vendus à San Francisco, Seattle et Honolulu ; elle s'inscrit également parmi les dix meilleures ventes en Norvège.
En 2012, la France, avec 5 663 véhicules particuliers et 3 651 utilitaires électriques immatriculés contre, respectivement, 2 630 et 1 683 en 2011, est devenue le premier marché des véhicules particuliers électriques en Europe avec 35 % des ventes.

## Marché de l'occasion
En 2021, le marché du véhicule d’occasion a battu tous les records avec un volume proche de 6 millions d’immatriculations, en hausse de 8,1 %. Ayant atteint 56 760 immatriculations, les ventes de voitures électriques d’occasion ont doublé (+ 103,43 %), représentant 0,95 % du marché contre 0,51 % en 2020. Plus de 90 % des modèles écoulés ont moins de cinq ans, alors que la part de véhicules d’occasion de plus de cinq ans atteint près de 70 % pour le Diesel et un peu plus de 50 % pour l’essence.
Depuis 2020, le rétrofit écologique dope le marché des voitures électriques d'occasion. Les voitures thermiques de plus de cinq ans, converties à l’électrique pour prolonger leur durée de vie et circuler librement dans les zones à faibles émissions, sont ainsi remises en service,.
En 2019, le marché français du véhicule électrique d’occasion progresse de 55 % par rapport à 2018 avec 19 652 ventes. La Renault Zoe arrive en tête avec 11 944 ventes (+64 %), suivie de la Nissan Leaf : 1 293 ventes (+21 %) et de la BMW i3 : 1 183 ventes (+36 %). La valeur de revente moyenne d’une Renault Zoe est très proche de celle d'une Renault Clio.
En octobre 2020, le ministre délégué aux Transports, Jean-Baptiste Djebbari, annonce la mise en place d'une aide de 1 000 € pour l'achat d'un véhicule électrique d'occasion. En 2019, les voitures électriques ont représenté seulement 0,3 % de parts de marché de l'occasion ; sur les huit premiers mois de 2020, leurs ventes d'occasion ont progressé de 42 %.
Avec 12 170 ventes en 2018 contre 7 534 en 2017, le marché français de la voiture électrique d'occasion enregistre une progression de 61 % sur un an, représentant désormais 0,22 % du marché (0,13 % en 2017). Renault a écoulé 7 285 Zoe d'occasion en 2018, en progression de 87 %, soit 60 % du marché de l'électrique d'occasion ; 70 % de ces ventes sont effectuées en location.
Sur les dix premiers mois de 2017, 6 014 ventes de voitures électriques de seconde main ont été conclues contre 4 557 ventes sur l'ensemble de 2016 et 3 730 ventes en 2015 ; mais la décote reste plus élevée que pour les voitures thermiques.

## Location de voitures
La plupart des entreprises de location de voitures ont mis en place une offre de location de voitures électriques : à partir de juin 2020 chez Avis, de juillet 2020 chez Europcar.
Fin novembre 2020, Michel-Édouard Leclerc annonce que le service de location de voitures E.Leclerc, jusqu'ici équipé de 30 000 véhicules à moteurs thermiques, va acquérir 3 000 Dacia Spring et 1 000 Renault Zoe en 2021.

## Usages

### Attentes des consommateurs
Une étude IPSOS publiée le 17 septembre 2018 par l'Avere-France révèle que 35 % des personnes interrogées ont l'intention d'acheter un véhicule électrique, pourcentage stable depuis 2016, mais qui passe à 49 % chez les personnes ayant déjà testé un véhicule électrique. 67 % des français seraient prêts à passer à l'électrique si le prix d'achat était équivalent à celui d'un modèle thermique ; 60 % réclament une autonomie allant jusqu'à 500 km et 40 % supérieure à ce seuil. Enfin, la transition est conditionnée par la possibilité de recharger facilement à domicile ou à proximité pour 57 % des personnes.

### Comportements des consommateurs
En 2023, selon la quatrième étude d’Enedis sur les utilisateurs français de voitures électriques et hybrides rechargeables, 85 % d'entre eux les utilisent comme véhicule principal, soit 10 points de plus qu’en 2022 et 20 points de plus qu’en 2021. Les sondés sont 62 % à utiliser le véhicule électrique aussi bien pour les déplacements de tous les jours que pour les départs en vacances ou week-end, soit une progression de 11 points en un an. Ils parcourent en moyenne 47 km par jour en semaine (+5) et 49 km le week-end (+2).
Pour 88 % des sondés qui ont une maison individuelle, le domicile représente le lieu de recharge principal, de même que pour 59 % des habitants de résidences collectives (+10 points en un an) ; 31 % de ces derniers utilisent en priorité les bornes de recharge publiques et 9 % les bornes sur leur lieu de travail. Dans l’ensemble, 13 % des conducteurs utilisent régulièrement des bornes publiques. 48 % des sondés conducteurs de véhicules 100 % électriques font plus d’une recharge par semaine. 40 % font la recharge sur une prise classique, 37 % ont une prise renforcée et 21 % une borne ou une Wallbox. Deux tiers des recharges se font la nuit, entre 21 h et 7 h du matin, 15 % de 17 à 21 h et 8 % des sondés disent ne pas avoir d’habitude sur les horaires. 27 % des utilisateurs de véhicule électrique déclarent piloter leur recharge, en hausse de 14 points en un an.

## Batteries
La Commission européenne a donné le 2 mai 2019 son accord de principe au versement par Paris et Bruxelles de subventions aux projets d'« Alliance européenne des batteries » (ou « Airbus des batteries »), sans que celles-ci soient considérées comme des aides d'état illégales. Le montant des subventions autorisées sera cependant limité à 1,2 milliard d'euros, soit moins que le 1,7 milliard promis par la France et l'Allemagne. En ajoutant les fonds privés, les investissements dans cette initiative pourraient représenter jusqu'à 5 à 6 milliards d'euros. Peter Altmaier, ministre allemand de l'Économie, annonce avoir reçu plus de trente-cinq marques d'intérêt. Son homologue français Bruno Le Maire a confirmé que le premier projet est porté par Saft, propriété du groupe Total, et PSA, à travers sa filiale allemande Opel ; il débutera par une usine pilote de 200 salariés, dès 2020, en France, puis deux usines de production, l'une en France et l'autre en Allemagne, de 1 500 salariés chacune, d'ici 2022-2023, qui produiront d'abord des batteries lithium-ion liquides « améliorées », puis adopteront à partir de 2025-2026 la technologie solide.
La Commission européenne attribue, le 9 décembre 2019, le label « projet européen d'intérêt commun » (IPCEI) au projet d'« Airbus des batteries » lancé par la France et rejoint par six autres États membres de l'UE (Allemagne, Belgique, Pologne, Italie, Suède, Finlande) ; ce label autorise les aides d'État. Le projet réunit dix-sept entreprises, dont PSA, Saft, BASF, BMW, Varta, Eneris, Solvay et Umicore. Le total des aides d'État promises devrait atteindre 3,2 milliards d'euros, qui s'ajouteront aux 5 milliards d'euros d'investissement prévus par les entreprises.
En France, à côté du projet mené par PSA et Total (à travers sa filiale Saft), activement soutenu par l'État, de construire un site de production de cellules (l'unité de base des batteries) dans les Hauts-de-France, un deuxième projet a été annoncé en juillet 2020 : la société Verkor, fondée par Schneider Electric et plusieurs partenaires, ambitionne de construire une « gigafactory » susceptible d'alimenter la France, l'Espagne et l'Italie à partir de fin 2023, avec comme modèle Northvolt.
Le 12 mai 2023, le président Emmanuel Macron annonce la construction à Dunkerque d'une usine de batteries « solides » par la société taïwanaise ProLogium, dont le démarrage est prévu en 2026. Elle représente un investissement de 5,2 milliards d'euros et 3 000 emplois directs potentiels à horizon 2030, et sa capacité de 48 GWh doit permettre d'équiper entre 500 000 et 700 000 voitures électriques,. Cette décision porte à quatre le nombre d'usines de batteries pour voitures électriques qui seront construites d'ici le milieu de la décennie en France ; le pays se place ainsi en troisième position en Europe par les capacités prévues de production à horizon 2030 : si chacune de ces usines voit effectivement le jour et si toutes atteignent leurs objectifs d'expansion annoncés, elles totaliseront alors 170 GWh de capacité de production, permettant d'équiper 3,4 millions de voitures, soit plus de trois fois la production française de véhicules électriques à cet horizon, d'après les prévisions de S&P Global. La France pourrait devenir exportatrice de batteries dès 2025.
Le 30 mai 2023, la coentreprise ACC entre Stellantis, TotalEnergies et Mercedes inaugure la première usine géante française de batteries électriques à Douvrin. Ce projet estimé à 7 milliards d'euros a obtenu 1,3 milliard d'euros de subventions : 800 millions d'euros de la France et 500 millions de l'Allemagne. Il permettra de produire 120 GWh de batteries en 2030. La première tranche de 13 GWh produira assez de batteries pour équiper environ 250 000 voitures électriques.

## Infrastructures

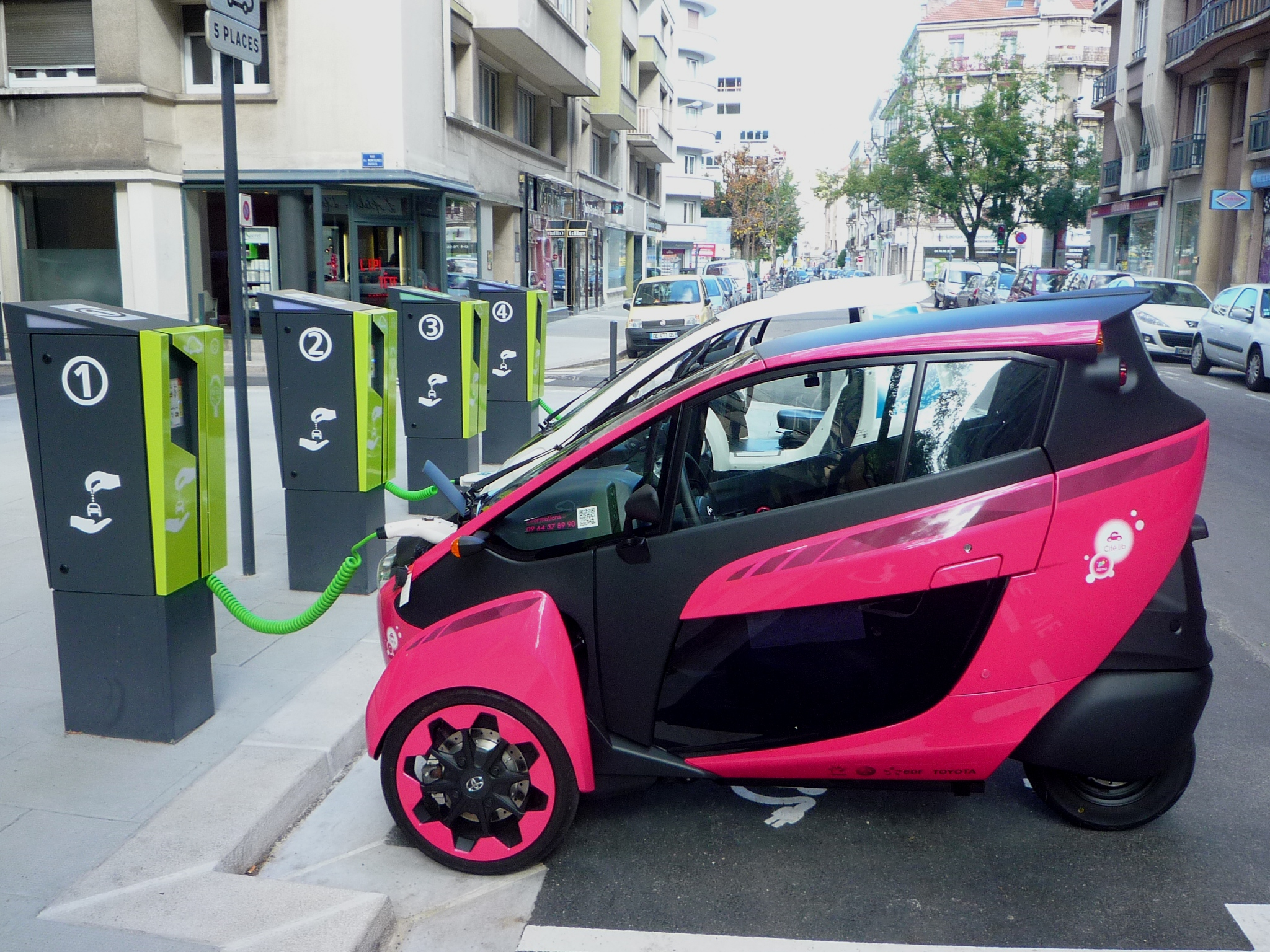
Toyota i-road à Grenoble en 2014.

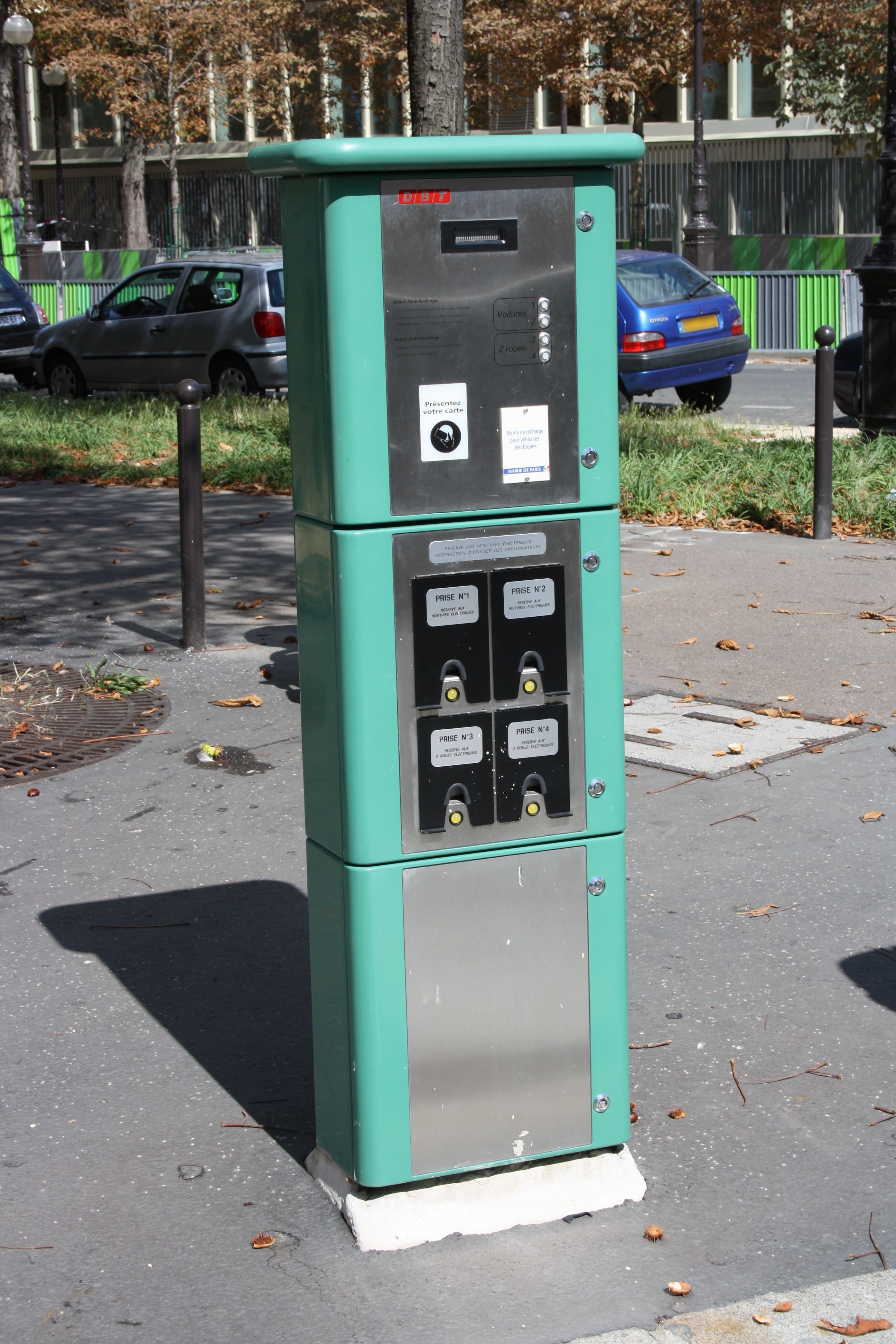
Une borne de recharge électrique à Paris.

### Recharge simple

#### Situation
Fin 2023, la France comptait 118 009 points de recharge ouverts au public contre 82 107 points fin 2022 ; au cours de l'année 2023, 35 902 points ont été installés, soit +43,7 %.
La France comptait un million de prises de recharge à la fin juin 2022, dont 52 % chez les particuliers, 43 % dans des entreprises et 6 % de prises publiques. Elle comptait 100 000 points de recharge électrique publics au vendredi 5 mai 2023.
Fin 2022, le nombre de points de charge est estimé à 1 263 800 en France, par Enedis. Ces points de charge sont estimés à 688 100 points de charge à domicile (maison individuelle ou habitat collectif) et à 493 600 à l'usage de sociétés.
Fin 2022, 213 des 332 aires de service d'autoroute sont équipées de charges supérieures à 150 kilowatts.
En France, à domicile (maison ou immeuble) les usagers rechargent leur véhicule électrique sur prises (45 %), sur prises renforcée (34 %) ou sur une wallbox (19 %, mais 26 % en immeuble collectif). 48 % des recharges à domicile se réalisent sur des bornes d'une puissance de 7,4 kW.
En habitat collectif 3 600 raccordements d’infrastructures de recharge de véhicules électriques existent. Pour 3400 solutions il s'agit d’opérateurs privés et pour 200 solutions du Réseau Électrique Auto d'Enedis, selon Enedis.
Au 31 janvier 2023, la France comptait 85 284 points de recharge ouverts au public, dont 36 % dans les commerces, 35 % sur les parkings et 24 % sur la voirie,.

#### Copropriété et parc social
Selon Enedis, en 2022, sur 6,9 millions de places de stationnement en copropriété, environ 2 % étaient équipées d'une infrastructure de recharge. Un article du journal Le Monde affirme qu'à mi-2023, sur 6,5 millions places de stationnement en immeubles comptées par l'INSEE, on en comptabilise 18 700 équipées d’une borne électrique, soit 0,277 %.
Selon Enedis, les offres s'adressent tout à la fois au copropriétaire, au gestionnaire d’immeuble, au bailleur public, privés, social, au promoteur immobilier ou aussi à la collectivité.
En France, en régime de copropriété, les copropriétaires doivent choisir entre deux modes d'accès : l'installation individuelle ou l'installation collective. En accès individuel, le propriétaire ou le locataire gère individuellement l'installation et le financement de sa borne de recharge, par exemple en utilisant le “droit à la prise”. En accès collectif, le syndic gère le déploiement d’une infrastructure collective commune à la copropriété,.
En France, une copropriété peut choisir entre trois régimes de propriété du réseau de bornes de recharge d'électricité, : soit la propriété du réseau appartient à la copropriété avec la gestion du réseau par le syndic de copropriété qui refacture les propriétaires pour leur consommation ; soit la copropriété nomme un opérateur tiers propriétaire du réseau et cet opérateur revend l'électricité avec marge ; soit Enedis installe une colonne horizontale publique, le réseau faisant partie du réseau public à l’intérieur de la copropriété ; il est géré par Enedis qui permet à l'abonné de choisir son fournisseur d'électricité.
Le raccordement à l'électricité peut ou doit faire l'objet d'une information (solution individuelle) ou d'un vote en assemblée générale (solution collective),.
Dans le cas de d'un réseau collectif: Un vote est nécessaire.
Deux des trois règles de majorité différentes peuvent s'appliquer :
- l'article 24 (majorité des voix exprimées des propriétaires prenant part) sert à la décision d'équiper ou à la question de la réalisation d’une étude
- l'article 25 (majorité des voix de tous les copropriétaires absents inclus) sert à la décision des coûts et modalités des travaux d’installation des bornes[96].

En France, une copropriété dispose de différents modes d'accès aux bornes de recharge comme par exemple Enedis ou la solution Logivolt de la Caisse des Dépôts.
L'installation de l'accès au réseau par Enedis ne coûte rien à la copropriété. Le coût de l'installation par Enedis est réparti selon un arrêté du 2 juin 2023 : 40 % sur la facture électrique et 60 % aux utilisateurs de véhicules électriques: ce dernier pourcentage est financé par le tarif TURPE. La quote-part est calculée sur la base du ratio de puissance entre la puissance souscrite (9, 12 ou 36 kVA) et la puissance totale installée dans la zone de stationnement, avec un tarif plancher de 433 € (TTC) et un tarif plafond à 4 150 €. La solution d'Enedis se complète du coût de l'installation individuelle: dérivation électrique, compteur Linky et prise adaptée, pour un montant total y compris la quote-part de l'ordre de 850 à 3 000 euros prime Advenir déduite. La prise électrique peut être complétée d'une borne de recharge dont le tarif est de l'ordre de 1 000 à 1 500 euros. Cette solution Enedis laisse à l'abonné le choix de l'opérateur de borne et du fournisseur d'électricité.
Le programme Advenir propose des bornes de recharge avec socles de prise T2S et une puissance comprise entre 3,7 kW et 7,4 kW, avec un coût limité pour la copropriété.
Logivolt Territoires souhaite financer le déploiement de 125 000 points de recharge dans 16 000 copropriétés privées en France, avant 2024 et le déploiement de 200 000 bornes de recharge dans les copropriétés privées ainsi que dans le parc social, en France, avant  2028.
Selon le premier « baromètre national sur la recharge en résidentiel collectif » publié par l’Avere en juin 2024, seulement 3,11 % des immeubles d’habitation avaient une infrastructure de recharge collective au 31 mars 2024, soit 8 383 immeubles. Cependant, 28 673 immeubles avaient validé une installation, soit un immeuble sur dix. Par ailleurs, 19 101 points de recharge individuels ont été financés par le programme Advenir.

#### Coût de la recharge
Un baromètre du coût de la recharge publié en mai 2025 estime que l’usage d’une voiture électrique permet d’économiser en moyenne 1 200 € (pour 12 000 km parcourus) de frais énergétiques par an. Pour une consommation moyenne de 18 kWh sur 100 km, le coût du trajet se situe entre 3,05 € (heures creuses) et 3,86 € (heures pleines) pour une recharge à la maison, contre 15 € pour un véhicule thermique, sur une base de consommation moyenne à 8 l/100 km. La recharge sur borne rapide coûte en moyenne 10,8 € les 100 km.

### Recharge bidirectionnelle
Le concept de recharge bidirectionnelle permet la circulation dans les deux sens: du réseau vers le véhicule pour emmagasiner l'énergie, et du véhicule vers le réseau pour la restituer.
RTE a également certifié le concept pour éviter un black-out.
Le véhicule-réseau (en anglais : vehicle-to-grid, V2G) est un concept qui permet d'utiliser l'énergie stockée dans les véhicules électriques afin de soutenir le réseau électrique en période de pic de consommation, de production insuffisante des éoliennes et du solaire, ou en cas d'urgence (orage, coupure de câble…).
RTE considère en 2019 que l'électrification est une opportunité pour améliorer la résilience du réseau électrique à condition que la recharge soit pilotée : les millions de véhicules électriques branchés pendant plusieurs heures pourront en effet contribuer à terme à l'équilibre du réseau grâce au véhicule-réseau, en y injectant du courant lors des pics de consommation. Or, une voiture est utilisée pour se déplacer seulement 4 % de son temps ; un pilotage simple tel qu'un système de lancement de charge en heures creuses similaire à celui des ballons d'eau chaude permettrait déjà d'éviter de forts appels de puissance et une économie de cinq millions de tonnes de CO2 par an en 2035 avec 15 millions de véhicules électriques. Dans un scénario où 60 % des recharges seraient pilotées, dont 3 % en V2G, les véhicules électriques consommeraient 10,3 TWh/an d'électricité décarbonée, économisant 26 Mt d'émissions de CO2 par an.
Un rapport publié en 2017, associant les principaux acteurs concernés en France, de RTE aux ONG, estime qu'avec un parc de 4,4 millions de voitures électriques en 2030, le véhicule-réseau permettrait de décaler une consommation de plus de 7 TWh/an en dehors des périodes de pointe et de réinjecter dans les réseaux près de 3 TWh. En effet, la capacité des batteries est nettement supérieure à la portée des trajets effectués par les véhicules dans la journée ; lorsque, après une journée de déplacements, les véhicules électriques sont branchés sur un point de recharge à domicile, ils conservent dans leur batterie une énergie résiduelle qui pourrait être mobilisée pour soutenir les moyens de production électrique en cas de forte demande nationale d'électricité. Le potentiel technique maximal en 2030 sur la plage horaire 18-20 h lors d'un jour moyen d'hiver est estimé à près de 45 GWh ; en utiliser 10 % suffirait à résoudre les difficultés de passage de la pointe de consommation électrique.
La France compte 200 bornes de deux technologies différentes pour optimiser la recharge. Ces bornes peuvent être de technologie V1G, V2H ou V2G.

### Histoire du développement des points de recharge
| Pays                               | 2014  | 2015  | 2016   | 2017   | 2018   | 2019   | part mondiale % 2019 |
| ---------------------------------- | ----- | ----- | ------ | ------ | ------ | ------ | -------------------- |
| Bornes de recharge lente (≤22 kW)  | 1 700 | 9 865 | 18 620 | 20 153 | 22 736 | 27 661 | 4,6 %                |
| Bornes de recharge rapide (>22 kW) | 114   | 580   | 998    | 1 031  | 1 396  | 2 040  | 0,8 %                |

La France compte 9 400 points de recharge fin juin 2015. Les stations d'auto-partage du groupe Bolloré concentrent à elles seules plus de 5 000 bornes accessibles aux véhicules tiers par un abonnement.
Une Association française pour l'itinérance de la recharge électrique des véhicules (Afirev) est créée en mars 2015, regroupant l'ensemble des acteurs, et une plate-forme d'échanges de données, Gireve, est montée sur le modèle du groupement des cartes bancaires pour permettre à ces acteurs de se refacturer les paiements des clients. Le projet Corridor, exploité par EDF et dont Renault, Nissan, BMW et Volkswagen sont partenaires, vise à installer 200 bornes de charge rapide le long des axes autoroutiers d'ici la fin 2015. La CNR va installer 200 bornes rapides le long du Rhône. Le Sydev, syndicat départemental gérant les réseaux de gaz et d'électricité pour les communes de Vendée, a lancé en 2014 l'implantation d'un réseau de bornes de recharge pour les particuliers du département ; quatre-vingt stations ont été installées fin juin 2015, dont cinq à recharge rapide, et le Sydev vise 350 bornes en 2016.
L'État publie en 2017 un décret visant à permettre aux utilisateurs de voitures électriques de circuler sur l'ensemble du territoire sans disposer d'abonnement spécifique auprès des différents opérateurs (Bolloré, EDF, collectivités locales...), transposant une directive européenne imposant l'interopérabilité entre les points de recharge.
Selon l'Association pour le développement de la mobilité électrique (Avere-France), la France dispose fin 2017 de 125 000 points de recharge, dont 51 % dans des entreprises, 36 % dans les garages des particuliers ou en habitat collectif, et 13 % accessibles au public, soit près de 20 000 points répartis sur le territoire. Avec 6,75 voitures électriques par borne, la France se situe dans la moyenne européenne par rapport au Royaume-Uni (8), à la Belgique (9), à l'Espagne (7), à l'Italie (5) ou à l'Allemagne (4).
Selon Enedis, début 2017, 122 000 points de recharge sont disponibles en France (+50 % en un an). Leur puissance cumulée atteint 730 MW, soit l'équivalent de 240 éoliennes. La programmation pluriannuelle de l'énergie (PPE) publiée après la loi de transition énergétique ambitionne d'atteindre sept millions de points de charge en France à l'horizon 2030, dont six millions seront privés.
En 2020, le gouvernement fixe, dans son plan de relance, l'objectif de 100 000 bornes ouvertes au public à la fin de 2021, soit un triplement du nombre de ces bornes en 18 mois. Les bornes privées, à domicile ou dans les entreprises, sont dix fois plus nombreuses (environ 300 000) que les bornes accessibles au public (30 000), sur la voirie et dans les parkings. Plus des trois quarts des recharges se feront à domicile ou sur le lieu de travail, mais le réseau public joue un rôle capital pour les particuliers en habitat collectif et pour les longs trajets. La France dispose d'une borne publique pour 11 véhicules électriques en circulation, contre 4 voitures pour une borne aux Pays-Bas, 9 en Allemagne et 12 au Royaume-Uni. L'objectif de 100 000 bornes vise à maintenir le ratio actuel face à l'essor rapide du parc : il s'est vendu plus de 110 000 véhicules électriques ou hybrides rechargeables en dix mois. Le gouvernement a notamment provisionné une enveloppe de 100 millions € afin de déployer 500 stations de recharge rapide sur les autoroutes et les grandes routes nationales. Les bornes les plus puissantes nécessitent des investissements substantiels, à hauteur de 100 000 €, voire plus, pour une borne ultrarapide à 350 kW, dont l'utilisation sera également plus chère que la charge lente à domicile.
Le 11 juin 2024, l'Autorité de la concurrence publie un avis sur la tarification de la recharge : il la considère « particulièrement opaque ». La France compte 410 opérateurs de bornes de recharge sur la voie publique, et 92 sociétés proposant des cartes pour y avoir accès. Certains opérateurs de recharge calculent leurs tarifs sur la base du kWh consommé, d'autres sur le nombre de minutes passées à la borne, ou marient ces deux paramètres, certains y ajoutent des frais de début et de fin de session. Le prix varie selon la puissance de la borne et la vitesse de charge que peut supporter la voiture, ainsi que selon les modalités contractuelles : paiement à l'acte, abonnement à un réseau ou accès via la carte d'un opérateur de mobilité (comme Chargemap). De plus, le client n'est pas toujours informé immédiatement du prix qu'il a payé. L'Autorité préconise d'imposer à tous les acteurs une tarification de base au kWh et propose l'établissement de schémas directeurs et un meilleur ciblage des aides publiques afin d'éviter la concentration des investissements sur les zones denses.

## Consommation d'électricité

### Consommation d'électricité du véhicule
La consommation d'une voiture électrique dépend, comme pour ses équivalents à hydrocarbures, de son gabarit, de sa vitesse et du type de conduite adopté par son conducteur. À la fin des années 2010, elle varie ainsi de 10 kWh/100 km, pour une Renault Twizy en ville, au triple pour un gros SUV sur autoroute. Pour une utilisation moyenne, la consommation peut être estimée à 15 kWh/100 km,.

### Consommation nationale d'électricité
En 2035, la pénétration du véhicule électrique en France devrait être de 3 à 15 millions de véhicules, selon les scénarios, sur un parc de près de 40 millions en 2018. Or, un million de véhicules électriques ajoutent une demande annuelle de 2 TWh (soit 2 MWh par véhicule), sachant que la consommation annuelle totale d'électricité en 2015 atteignait 480 TWh. Aussi, le Comité de prospective de la CRE, réunissant des représentants de l'ensemble des acteurs concernés, a-t-il conclu en 2018 que la demande d'électricité induite d'ici 2035 par le développement du véhicule électrique est facilement absorbable du fait de la baisse attendue, sur la même période, de la demande d'électricité dans la plupart des autres secteurs de consommation ; seul le scénario « maximaliste », à 15 millions de véhicules électriques (soit 30 TWh), conduirait à un léger regain de consommation totale d'électricité par rapport au niveau actuel.
En revanche, la gestion des appels de puissance est fondamentale : selon Enedis, dans un scénario de développement à 15 millions de véhicules, si tout le monde rechargeait le soir au même moment, on verrait le besoin de puissance augmenter de 10,2 GW lors du pic de consommation quotidien, équivalent à la puissance d'une dizaine de réacteurs nucléaires. Des modalités simples de pilotage de la recharge pourraient permettre d'absorber cet effet : en décalant la recharge de trois heures après le passage en heures creuses, le besoin de puissance se réduirait à 1,6 GW, ce qui serait parfaitement acceptable. Les situations extrêmes (journée de forte affluence sur autoroute, par exemple) restent toutefois encore à modéliser et des solutions spécifiques à l'aide de moyens de stockage pourraient être envisagées. À terme, les solutions agrégées de véhicule-réseau (« vehicle-to-grid »), consistant à rendre des services au réseau ou au système électrique à partir des batteries de véhicules électriques, pourraient représenter une opportunité d'améliorer la sécurité d'alimentation du système électrique.
EDF présente en octobre 2018 son plan de développement de la mobilité électrique : sur quatre pays (France, Belgique, Italie et Grande-Bretagne), il anticipe un parc de neuf millions de véhicules électriques en 2030 et de 17 millions en 2035. EDF ambitionne de devenir le premier fournisseur d'électricité pour véhicules électriques à l'horizon 2022, en visant 600 000 voitures clientes, soit 30 % de part de marché, et le premier exploitant de bornes de recharge : sa filiale Sodetrel en exploite déjà près de 5 000 et le groupe espère porter ce nombre à 75 000 d'ici 2022.
RTE estime également, en 2019, que le réseau électrique national peut sans difficulté majeure supporter la recharge de plus de 15 millions de véhicules électriques d'ici 2035, soit 40 % du parc routier. Un parc national composé de 15,6 millions de véhicules branchés représenterait une consommation de 35 à 40 TWh annuels, soit 8 % de la production électrique totale française. Les recharges ponctuelles sur les bornes rapides n'auraient pas d'impact significatif sur le réseau. RTE précise par ailleurs que les pics susceptibles d'être provoqués lors des « chassés-croisés » seront absorbés sans risques par le réseau, car ils interviennent lors de périodes où le système dispose de marges abondantes,.
France Stratégie estime en 2016 qu'« un parc automobile français composé uniquement de véhicules électriques consommerait près de 90 TWh par an. Ce surplus de consommation est gérable : il correspond à 20 % de la consommation d'électricité française ou à la quantité d'électricité exportée par la France en 2015 ». Le principal problème évoqué est a nouveau le risque de concomitance des recharges : 30 millions de véhicules électriques se rechargeant en même temps à 19 h, même lentement à 3 kW, nécessiteraient une puissance supplémentaire de 90 GW, soit un quasi-doublement de la demande de pointe actuelle. France stratégie en conclut qu'une gestion intelligente, visant à répartir la recharge sur 24 h, doit être prévue dès le départ, comprenant des incitations tarifaires. Pour cela, RTE estime qu'en installant des bornes de recharges sur les parkings des lieux de travail, il serait possible de réduire de 25 % les pics de consommation d'électricité en soirée.
Il faudra une quantité importante d'électricité pour remplacer les actuels carburants, donc un développement important de la production électrique. En France, 49,4 Mtep (millions de tonnes d'équivalent pétrole) ont été utilisées pour les transports en 2015, dont 45,4 Mtep en produits pétroliers (soit 528 TWh), dont il convient de déduire les consommations des transports intérieurs aériens et par voie d'eau, ainsi que les consommations propres de l'industrie pétrolière, vouée à disparaître.
Selon une estimation de Hervé Nifenecker, il faudrait un à deux EPR pour alimenter dix millions de voitures électriques roulant 20 000 km par an.

## Politique économique
Le Secrétariat général à la Planification écologique (SGPE) prévoit que les véhicules zéro émission représenteront les deux tiers des immatriculations en 2030, soit 1,2 million de mises en circulation. L'objectif pour 2024 est de 21 %.
La Commission européenne annonce en 2021 l'interdiction de vente de voitures thermiques neuves pour 2035. Les voitures neuves devront émettre 55 % de gaz à effet de serre en moins en 2030 et 100 % en 2035. Lors du vote de transposition de cette mesure dans la loi française le 18 février 2025 à l'Assemblée Nationale, une majorité de 34 députés contre 30 vote contre

### Politique de soutien à la voiture électrique
L'État français accorde en 2015 aux voitures électriques un bonus écologique fiscal pouvant aller jusqu'à 6 300 euros, plafonné à 27 % du coût d'achat ; des aides régionales s'y ajoutent : 2 000 euros en Lorraine pour les PME et 6 000 euros en Île-de-France pour les PME ; un tarif préférentiel sur les péages autoroutiers et pour le stationnement des véhicules électriques est annoncé en octobre 2012. La Loi relative à la transition énergétique pour la croissance verte institue une prime à la conversion pour l'échange d'un véhicule Diesel contre un modèle électrique de 4 000 euros, qui porte donc la subvention à 10 000 euros au total avec le bonus écologique. À partir de 2018, cette prime est ramenée à 2 500 euros ; des primes sont aussi accordées pour les voitures hybrides rechargeables (1 000 euros, portés à 2 000 euros pour les ménages non imposables) ainsi que pour les deux roues ou quadricycles électriques (100 euros, portés à 1 100 euros pour les ménages non imposables). Cette loi fait obligation à certains acteurs (État, établissements publics, collectivités, entreprises nationales), pour l'acquisition ou l'usage de véhicules, d'intégrer une part de véhicules vertueux sur le plan environnemental (véhicule à faible émission) ; elle laisse aux autorités chargées de la police de la circulation et du stationnement la possibilité d'accorder aux véhicules à très faibles émissions des conditions de circulation et de stationnement privilégiées. La loi de finances 2019 élargit la prime à la conversion : si elle reste fixée à 2 500 euros pour les ménages imposables, elle est doublée pour les ménages non imposables et concerne également les modèles achetés d'occasion ; le montant de l'aide peut ainsi aller jusqu'à 80 % du prix d'acquisition, dans la limite de 5 000 euros, pour une personne physique non imposable dont la distance entre le lieu de travail et le domicile est d'au moins 30 kilomètres ou dont le kilométrage annuel excède 12 000 kilomètres dans le cadre de ses activités professionnelles ; sont également concernées les personnes physiques dont le revenu fiscal de référence par part est inférieur ou égal à 6 300 euros.
Pour les entreprises, une politique fiscale avantageuse est mise en place. Il est possible d'amortir jusqu'à 30 000 euros du prix d'achat du véhicule.
Le Gouvernement met en place une série de mesures visant à promouvoir le déploiement du réseau d'infrastructures de recharge pour les véhicules électriques : dans le cadre du Programme d'Investissement pour l'Avenir (PIA), 61 M€ d'aides sont attribuées à des projets d'installation de plus de 20 000 points de recharge, en grande partie soutenus par des collectivités territoriales. À partir du 10 février 2016, le programme ADVENIR encourage l'installation de 12 000 bornes de recharge privées sur des parkings (magasin ou entreprises) et dans des habitats collectifs au travers d'une aide financière ; les particuliers bénéficient d'un crédit d'impôt transition énergétique de 30 % pour l'installation de bornes de recharge privées. La loi sur la transition énergétique pour une croissance verte fixe un objectif de 7 millions de points de charge installés en 2030.
Le ministre de l'Environnement Nicolas Hulot annonce le 6 juillet 2017 l'objectif d'interdire la vente de voitures à essence ou Diesel avant 2040. Ces ventes ont représenté 95,2 % des immatriculations en France au premier semestre 2017, le solde étant composé des propulsions hybrides essence-électrique (3,5 % des ventes) et des véhicules 100 % électriques (1,2 %). Un fonds pour la mobilité durable doit être créé pour financer, entre autres, le déploiement des bornes de recharge électriques ; les ménages modestes pourront bénéficier d'une « prime à la transition » pour remplacer les véhicules les plus polluants (Diesel d'avant 1997 ou essence d'avant 2001) par un véhicule plus propre, neuf ou d'occasion.
Le nouveau contrat stratégique de la filière automobile avec le gouvernement pour la période 2018-2022, signé le 22 mai 2018, prévoit de quintupler les ventes de véhicules électriques, passant de 31 000 véhicules vendus en 2017 à 150 000 en 2022, portant le parc de voitures électriques à 600 000 engins, plus 400 000 hybrides rechargeables. L'État promet en échange 100 000 bornes accessibles au public en 2022, soit dix voitures par borne, contre 22 000 bornes au 1er janvier 2018. Le « droit à la borne » devrait évoluer dans les copropriétés d'ici fin 2019, les frais de raccordement au réseau électrique seront abaissés, et les automobilistes pourront demander l'installation d'une borne à un endroit précis s'ils sont assez nombreux. Bercy promet de maintenir un bonus à « un niveau significatif » pour les véhicules électriques et à lui donner de la « visibilité » jusqu'en 2022.
Emmanuel Macron dévoile le 13 février 2019 une série de mesures destinées à lever les obstacles à l'achat des véhicules électriques en France : confirmation du financement de 700 millions d'euros pour la création d'un « Airbus des batteries », annonce de l'arrivée des robotaxis dans l'Hexagone en 2021, permission aux collectivités locales de leur donner des avantages tels qu'accès aux voies réservées ou places de stationnement gratuites, soutien financier au déploiement des bornes de recharge, abaissement à trois mois du délai de réponse d'une copropriété à un propriétaire désireux de faire installer une borne dans le parking de la résidence, avantages fiscaux pour les voitures électriques d'entreprise, passage de 15 % à 50 % de la part des voitures électrifiées dans les achats des administrations.
L'Assemblée nationale adopte le 17 mai 2019 un amendement au projet de loi d'orientation des mobilités prévoyant d'ici 2030 « une hausse progressive de la part des véhicules à faibles et très faibles émissions parmi les ventes de voitures particulières et de véhicules utilitaires légers neufs », avec l'objectif de satisfaire aux exigences européennes en matière de rejets carbonés pour ces véhicules (règlement UE 2019/631) : -37,5 % d'émissions de CO2, et mettant fin à « la vente des voitures particulières et des véhicules utilitaires légers neufs utilisant des énergies fossiles, d'ici à 2040 ». Elle adopte également un amendement imposant un quota de 10 % de véhicules à faibles émissions (électriques ou émettant moins de 60 grammes de CO2 par kilomètre) lors du renouvellement des flottes d'entreprise de plus de 100 véhicules de PTAC inférieur à 3,5 tonnes à partir du 1er janvier 2022 ; ce quota doit passer à 20 % en 2024, 35 % en 2027 et 50 % en 2030.
Le 4 juillet 2019, les ministres de la transition écologique et des transports annoncent deux mesures pour faciliter le déploiement de bornes de recharge dans l'habitat collectif et le domaine public : les 3 000 premières copropriétés de France qui se lanceront dans la démarche d'équipement en bornes de recharge recevront une aide de 50 % couvrant l'acquisition des équipements, de l'infrastructure pour l'ensemble de la copropriété et les travaux d'installation ; les collectivités territoriales souhaitant installer des « bornes à la demande » recevront une aide de 2 106 euros par borne, plus la prise en charge de 75 % des coûts de raccordement au réseau.
En 2020, le bonus pour l'achat d'une voiture électrique est ramené à 3 000 euros pour les voitures dont le prix dépasse 45 000 euros et supprimé au-dessus de 60 000 euros ; ce barème fait deux exceptions, pour les véhicules utilitaires légers et les voitures à hydrogène. Par ailleurs, le bonus est ramené à 3 000 euros si l'acheteur est une entreprise. Le gouvernement prévoit que ces aides passeront à 5 000 euros en 2021, puis à 4 000 euros en 2022 pour les voitures particulières, et pour les véhicules d'entreprises à 2 000 euros en 2021, puis à 1 000 euros en 2022. Le décret officialisant ces modifications a été publié le 31 décembre 2019.
Le plan de relance automobile décidé à la suite de la crise du Covid-19 relève les primes pour l'achat de voitures électriques à partir du 1er juin 2020. Pour les particuliers, la prime passe de 6 000 € à 7 000 € ; pour les entreprises, elle passe de 3 000 € à 5 000 € ; pour les hybrides rechargeables, la prime est rétablie à 2 000 €. Emmanuel Macron fixe un objectif de 100 000 bornes de recharge d’ici fin 2021. Ces mesures sont limitées dans le temps : le bonus sur l'électrique sera disponible entre le 1er juin et le 31 décembre 2020. Le gouvernement assure avoir obtenu des contreparties de la part des industriels : ils s'engagent à fabriquer en France, à l'horizon 2025, un million de véhicules électriques, hybrides ou hybrides rechargeable ; pour cela, ils effectueront en France 1 milliard d'euros d'investissements sur trois ans pour fixer dans l'Hexagone la valeur ajoutée liée aux véhicules électriques ; la fabrication des futurs moteurs électriques de l'alliance Renault-Nissan sera localisée sur son site de Cléon et non en Chine comme prévu initialement ; Renault rejoindra le consortium formé par PSA, Total et Saft pour fabriquer des batteries à partir de 2022-2023, et fera son entrée dans le capital au même niveau que PSA. PSA produira sa future 3008, y compris dans sa version électrique, sur son site de Sochaux à partir de 2022-23.
La crise sanitaire ayant entrainé un effondrement des ventes de voitures (-89 % en avril 2020), le gouvernement décide fin mai 2020 un élargissement exceptionnel de la prime à la conversion, afin de permettre aux concessionnaires de résorber les stocks accumulés pendant le confinement : le revenu fiscal de référence à ne pas dépasser pour pouvoir en bénéficier est ainsi porté de 13 500 à 18 000 € par part, ce qui couvre près des trois quarts de la population ; la prime est accordée pour le remplacement d'un véhicule ancien par un véhicule récent électrifié, mais aussi par un véhicule essence immatriculé avant 2006 ou un Diesel d'avant 2011 ; la prime est revue à la hausse : 3 000 € pour l'achat d'un véhicule thermique neuf ou récent et 5 000 € pour un véhicule électrique ou hybride rechargeable. Réservé aux 200 000 premiers bénéficiaires, le dispositif est un succès : le plafond des 200 000 primes est atteint fin juillet. Un nouveau dispositif est mis en place à partir du 3 août : retour du barème initial pour les bénéficiaires, la prime de 5 000 € pour l'achat d'une voiture électrique ou d'un hybride rechargeable est conditionnée par un revenu fiscal de référence inférieur à 6 300 €, ou 13 500 € si les déplacements domicile-travail dépassent 12 000 km par an ; au-delà de 13 500 €, l'aide est de 2 500 €.
Le 12 octobre 2020, la ministre de la transition écologique Barbara Pompili présente le programme « Objectif 100 000 bornes » jusqu'à fin 2021, qui consiste en un renforcement du programme ADVENIR de financement des bornes de recharge : jusqu’alors limitée à 2 000 €, l’aide peut atteindre 9 000 € dans le cas d’une borne à la puissance supérieure à 50 kW. Les coûts de raccordement au réseau doivent par ailleurs être couverts à hauteur de 75 % jusqu’au 31 décembre 2021. Pour la charge rapide, le gouvernement mobilise une enveloppe de 100 millions d’euros visant à accélérer les déploiements sur le réseau routier national. Les primes à l'acquisition de voitures électriques sont abaissées de 1 000 € en 2021, puis de 1 000 € supplémentaires en 2022. Par contre, une nouvelle aide de 1 000 € est créée pour l'acquisition de voitures électriques d'occasion (y compris utilitaires). En novembre 2020, le gouvernement annonce la prolongation des montants actuels du bonus écologique jusqu’au 30 juin 2021.
Les acteurs du rétrofit parient sur un potentiel de conversion à l'électrique de plusieurs centaines de milliers de véhicules thermiques. Le coût du rétrofit se situe au départ entre 17 000 € et 25 000 € hors taxes pour un véhicule utilitaire, et entre 14 000 € et 20 000 € TTC pour une voiture particulière, mais l'industrialisation de la pratique pourrait ramener son coût à 5 000 € après subventions. Le rétrofit bénéficie d'un bonus à l'achat de 1 000 €, comme les véhicules propres d'occasion, auquel s'ajoutent des « primes au rétrofit » calquées sur les primes à la conversion, de 2 500 € et même 5 000 € sous condition de ressources. De plus, certaines régions, ou des collectivités locales ayant mis en place des zones à faibles émissions (ZFE), proposent, elles aussi, des aides, allant de 2 500 € en Ile-de-France jusqu'à 7 500 € en Provence-Alpes-Côte-d'Azur, pour les camions ou les bus.
La loi « Climat-Résilience », promulguée au Journal officiel le 24 août 2021, renforce le dispositif des zones à faibles émissions, facilite l'installation des infrastructures collectives de recharge dans les copropriétés, oblige les parkings de plus de 20 places, en gestion par le service public, une régie ou un marché public, à s’équiper d’infrastructures de recharge au 1er janvier 2025, et impose une part de 70 % de voitures à faibles émissions en 2027 aux parcs roulants de l’État et des établissements publics, des collectivités territoriales et des entreprises privées comprenant plus de 100 véhicules.
France Stratégie publie en novembre 2022 un rapport sur les aides à l'achat de véhicules électriques. Selon ce rapport, le coût à l’usage d’un véhicule électrique est inférieur de 1 200 € par an à celui d’un thermique. Mais le coût à l’achat est supérieur de 16 000 € pour une citadine et 10 000 € pour les SUV compacts, ce qui justifie les aides à l'achat. France Stratégie souligne toutefois le coût élevé de la tonne de carbone évitée. Afin d'améliorer leur efficacité, elle propose un ciblage plus précis des véhicules aidés, avec un barème en fonction du poids et de la taille du modèle, afin d’inciter à l’achat de véhicules plus petits et plus légers, réduisant l’impact carbone du véhicule acheté et sa consommation de ressources. France Stratégie suggère également de taxer les véhicules selon leur poids, et d’étendre ce malus poids aux grands modèles électriques. Le plafond pour l'attribution du bonus (47 000 €) devrait également être abaissé.
En septembre 2023, un décret conditionne l'octroi du bonus écologique au respect de certains critères, mesurés par un « score environnemental » qui doit être supérieur ou égal à 60. Ce score prend en compte les émissions de CO2 produites par la production des matériaux employés de la fabrication (acier, aluminium…), l'énergie utilisée lors de l'assemblage, la batterie et le transport depuis le lieu de production jusqu'à la France. Cette réforme vise en réalité un double objectif : favoriser les véhicules ayant la plus faible empreinte carbone, mais aussi instiller une dose de protectionnisme contre les importations de véhicules fabriqués en Chine. Le 14 décembre 2023 est publiée une liste de 56 voitures électriques qui remplissent les conditions environnementales pour continuer à bénéficier du bonus écologique de 5 000 €. Les modèles fabriqués en Chine (Dacia Spring, Tesla Model 3, MG4, BYD Atto 3 Dolphin) ainsi qu'en Corée du sud (Kia) perdent leur bonus.
Le 14 décembre 2023, le président Macron détaille les modalités du leasing social automobile, promis lors de la campagne présidentielle de 2022, qui permet à partir du 1er janvier l'achat d'une voiture électrique pour 100 euros par mois. Le leasing est réservé au contribuable dont le revenu de référence est inférieur à 15 400 € annuels par part fiscale. Le gouvernement dit compter sur un peu plus de 20 000 véhicules disponibles en 2024 et le double en 2025. En 2024, seuls les « gros rouleurs » pourront bénéficier du leasing social : les personnes qui font plus de 8 000 km par an dans le cadre de leur activité professionnelle, ou qui travaillent à plus de 15 km de leur domicile. Cette condition sera levée dès que le marché de l'électrique sera suffisamment large pour pouvoir proposer d'autres véhicules. L'État versera jusqu'à 13 000 € par véhicule pour couvrir le premier loyer du leasing. Une autre condition est que l'enveloppe budgétaire alouée au soutien à l'achat de véhicules électriques ne dépasse pas 1,5 milliard d'euros ; or celle-ci couvre le leasing social et le bonus écologique, et pourrait donc limiter le nombre de bénéficiaires de l'un ou de l'autre. Le 12 février 2024, l'exécutif décide de mettre fin au « leasing social », pour des raisons budgétaires. L'objectif de 20 000 voitures a été largement dépassé, plus de 50 000 commandes ayant été validées. La deuxième vague du leasing électrique est en préparation pour 2025.
Le 13 février 2024 paraît un décret sur les aides pour 2024 : l'aide pour l'achat d'une voiture électrique diminue de 1 000 €, à 4 000 €, pour la moitié des ménages les plus aisés. Les plus modestes conservent l'aide de 7 000 €. Les primes à la conversion sont également diminuées de 1 000 €. Le bonus écologique applicable à l'acquisition de voitures particulières neuves pour les personnes morales (jusqu'à 3 000 € en 2023) est supprimé, de même que le bonus pour l'achat de voitures et camionnettes électriques d'occasion.
À partir du 2 décembre 2024, le bonus écologique pour l'achat de voitures électriques en France connaît une réduction significative : celui dont bénéficient les ménages ayant un revenu fiscal de référence par part inférieur à 16 300 € passe de 7 000 € à 4 000 €. Pour les ménages situés entre le sixième et le huitième décile de revenus (de 16 300 € à 26 200 €), le bonus passe de 4 000 € à 3 000 €. Une nouvelle catégorie est introduite pour les ménages les plus aisés (neuvième et dixième déciles : au-dessus de 26 200 €), dont le bonus est de 2 000 €, contre 4 000 € précédemment. Le bonus de 900 € pour les quadricycles électriques est supprimé, ainsi que celui pour les utilitaires. La prime à la conversion, qui pouvait atteindre jusqu'à 5 000 € pour le remplacement d'un ancien véhicule thermique par une voiture électrique, est également supprimée. Le leasing social ne sera relancé qu'au second semestre 2025. Le leasing social ne sera relancé qu'au second semestre 2025.
Un arrêté publié le 24 janvier 2025 modifie la méthode de calcul du score environnemental pour l'obtention du bonus écologique, remplaçant la notion de site d’assemblage par celle de site de fabrication. Les voitures qui sont simplement assemblées en Europe à partir d’un kit importé de Chine, telles que celles de Leapmotor, ne seront pas éligibles au bonus écologique.

### Aides accordées par les collectivités locales
De nombreuses collectivités locales accordent des aides ciblées à l'acquisition de véhicules électriques, qui s'ajoutent aux aides d'État, avec des critères variés. Dans la plupart des cas, ces aides s'appliquent aux véhicules utilitaires ou aux acquéreurs à faibles revenus. Par exemple, en juin 2020, la région Île-de-France verse une aide pour les entreprises de moins de 50 salariés (6 000 € pour une électrique ou hydrogène, un taxi électrique, hybride rechargeable ou hydrogène), 3 000 € pour un deux ou trois roues ou quadricycle électrique (batterie de plus de 10 kWh) ou 1 500 € (moins de 10 kWh), et 9 000 € pour un utilitaire dépassant 3,5 tonnes. La région Provence-Alpes-Côte d'Azur réserve ses aides (1 500 à 15 000 € en fonction du PTAC) aux utilitaires électriques et hydrogène achetés neuf ou d’occasion. D'autres aides sont accordées par les régions Occitanie, Normandie et Bourgogne-Franche-Comté, les départements des Bouches-du-Rhône et de l'Yonne, la Vallée de l’Arve, la ville de Paris, le Grand Paris, le Grand Lyon, Nice, Grenoble, etc.

### Effet des normes européennes
Les objectifs de réduction des émissions de CO2 fixés par la Commission européenne pour 2020 ont un effet important sur la progression des ventes de véhicules électriques : en janvier 2020, Renault a enregistré 5 300 immatriculations pour sa Zoe, contre une moyenne mensuelle de 1 560 en 2019 ; PSA parvient à 3 600 immatriculations pour l'ensemble de ses modèles électriques. Chaque gramme de dépassement coûtera 95 € de pénalités par voiture vendue en Europe, or PSA doit baisser sa moyenne d'une année sur l'autre de 20 grammes, Renault et BMW de 21 grammes, Volkswagen de 25 grammes. Une étude réalisée par UBS estime probable une « guerre des prix » au second semestre, provoquée par la nécessité pour les marques de baisser leurs émissions de CO2.

## Impact environnemental
En France, compte tenu de la provenance de l'énergie, un véhicule électrique émettrait moins de 30 gCO2/km du puits à la roue, contre 160 g/km en moyenne pour un véhicule thermique. Ce chiffre est moins favorable en Europe (100 g/km) et dans le monde (130 g/km), où sont utilisées des centrales à énergies fossiles (charbon principalement). La part croissante des énergies renouvelables comme moyen de production d'énergie, associée à une utilisation intelligente du réseau (réseau électrique intelligent) devraient encore améliorer le chiffre des émissions de CO2 des véhicules électriques. Pour avoir un ordre de grandeur : la production d'énergie éolienne mondiale était de 316 TWh en 2009, ce qui correspond à l'énergie qui serait utilisée annuellement par 115 millions de véhicules électriques (pour une moyenne de 20 000 km/an), soit 17,4 % du parc automobile mondial. Pour gérer l'intermittence, on pourra moins s'appuyer sur le pilotage des voitures électriques que sur l'effacement du chauffage électrique.
Assignés devant le Jury de déontologie publicitaire (JDP), instance de l'Autorité de régulation professionnelle de la publicité (ARPP), par l'Observatoire du nucléaire, association antinucléaire, les principaux constructeurs de voitures électriques (Renault, Citroën, Opel, Bolloré, Nissan) ont admis en août 2013 qu'ils ne pouvaient présenter ces véhicules comme non polluants. En juin 2014, le JDP a conclu que la voiture électrique ne pouvait pas être considérée comme « écologique » ou « propre » ; le directeur de l'ARPP précisait : « tout véhicule a un impact sur l'environnement, lors de sa construction comme de son cycle de vie. On ne peut pas qualifier la voiture électrique de propre mais on peut avancer qu'elle contribue au développement durable ou qu'elle est plus propre que les voitures thermiques, à condition d'en apporter la preuve » En France, où l'électricité produite est essentiellement d'origine nucléaire, le réseau Sortir du nucléaire estime que ce qu'il appelle la « voiture nucléaire », ou « véhicule automobile », ne peut être considéré comme durable,. Les grandes associations de protection de l’environnement françaises ne s'opposent pas au déploiement de la voiture électrique, à condition toutefois de revoir à la baisse la place de la voiture dans la société et de privilégier les services de mobilité à la possession d'une voiture.
Selon l'Ademe, sur l'ensemble de son cycle de vie, la consommation énergétique d'un véhicule électrique est globalement proche de celle d'un véhicule Diesel, du fait qu'une voiture électrique nécessite deux fois plus d'énergie pour sa fabrication qu'une voiture thermique, en particulier à cause de l'assemblage des batteries,,. À la différence des véhicules thermiques, la majorité des impacts environnementaux d'un VE interviennent lors de la phase de fabrication. Les gains environnementaux d'un véhicule électrique se retrouvent donc à l'usage. Aujourd'hui (2017), les matériaux constitutifs de la batterie sont préparés dans des fours à 400 °C, ce qui engendre une consommation d'énergie relativement importante, mais les chercheurs essayent de développer des méthodes de synthèse qui ont lieu à 150 °C, ce qui demande moins d'énergie.
Contrairement aux véhicules Diesel et essence, les véhicules électriques ne dégagent pas de polluants (COV et NOx) favorisant la formation d'ozone troposphérique, qui est un des responsables de la dégradation de la qualité de l'air. Toutefois, comme les véhicules Diesel et essence ils émettent des particules fines : une étude de l'Observatoire de la qualité de l'air en Île-de-France a démontré que 41 % des particules fines en suspension émises en 2012 par le trafic routier dans la région parisienne étaient issues de l'abrasion des pneus, du revêtement routier et des freins.
Selon l'Ademe, le potentiel d'épuisement des ressources minérales pour la fabrication d'un véhicule électrique est plus important que pour les véhicules thermiques, du fait de l'extraction des matériaux rares (cobalt, lithium, graphite…) qui composent les batteries lithium-ion utilisées sur le marché. Des recherches tentent de développer des technologies qui utilisent du sodium, plus abondant et plus « propre » que le lithium. Mais les moteurs thermiques utilisent également des terres rares, principalement en quantités significatives dans le catalyseur.
Une étude de l'Ademe parue en mai 2021 estime qu'en prenant en compte le cycle de fabrication, on évite 66 % d'émissions de CO2 en « rétrofitant » un Diesel, contre seulement 47 % en achetant un véhicule électrique neuf.
Selon le chercheur en transport Aurélien Bigo, qui reconnaît que le passage aux voitures électriques est devenu indispensable, il ne sera toutefois pas possible de remplacer toutes les voitures thermiques actuelles par des modèles électriques, par manque « de ressources pour les fabriquer, d’électricité pour les faire fonctionner ou d’argent pour les acheter ».
Une étude réalisée par Deloitte en 2023 révèle que, sur la base des données de 2021, la fabrication en France d'une voiture essence ou diesel de segment C (voitures familiales compactes) émet en moyenne un peu plus de 6 tonnes de CO2, et pour une voiture électrique un peu plus de 11 tonnes. La grande majorité du bilan carbone provient de l'amont : fabrication des pièces (environ 25 %) et approvisionnement en matières premières (plus de 65 %). Les émissions de CO2 causées par la fabrication de la batterie, réalisée le plus souvent en Chine en utilisant une électricité très carbonée, s'élèvent en moyenne à 4,2 tonnes. Mais la construction en cours ou à venir de quatre gigafactories dans les Hauts-de-France assurera la fabrication des batteries avec de l'électricité décarbonée et des émissions liées au transport beaucoup plus faibles. Par ailleurs, le développement du recyclage des matériaux permettra de réduire les émissions dues à leur fabrication.

## Fin de vie et recyclage
La directive 2006/66/CE du Parlement Européen et du Conseil du 6 septembre 2006 relative aux piles et accumulateurs impose aux sociétés automobiles de recycler au moins 50 % de la masse des batteries lithium-ion.
Les batteries lithium-ion des Renault Zoe ont une durée de vie estimée à vingt ans. Quand elles passent sous le seuil de 75 % d'autonomie, au bout d'une dizaine d'années, Renault les remplace, mais elles ont encore assez d'énergie pour d'autres usages : elles sont vendues à Bouygues énergies et services, qui a lancé une application de stockage d'électricité pour les immeubles ; elles servent aussi à alimenter les bornes de recharge rapide sur autoroute ; Carwatt s'en sert pour électrifier les véhicules de chargement des bagages dans les avions d'Air France.
Une usine de recyclage des batteries de véhicules électriques, lancée à titre expérimental en 2011 à Dieuze (Moselle) par Veolia et Renault, va passer au stade industriel avec des aides du « programme investissements d'avenir », passant de 1 000 tonnes recyclées en 2014 à 5 000 tonnes prévues en 2020.
La Société nouvelle d'affinage des métaux (SNAM), à Viviez (Aveyron), filiale du holding belge Floridienne, retraite 6 000 tonnes d'accumulateurs par an, dont 8 % de batteries d'automobiles ; elle fabriquera à partir de 2018 des batteries avec les composants recyclés. SNAM ouvrira d'abord au printemps 2018 un atelier pilote de batteries lithium-ion recyclées. Pour la fabrication en série, l'entreprise cherche un nouveau site dans l'Aveyron pour ouvrir en 2019 une usine d'une capacité de 20 MWh par an. Elle améliorera ensuite les procédés pour passer à 4 000 MWh par an vers 2025. Les constructeurs automobiles ne voulant pas de batteries recyclées, la société vise le marché en croissance du stockage de l'électricité dans l'industrie, le bâtiment et les énergies renouvelables.
La SNAM effectue dans son usine de Saint-Quentin-Fallavier près de Lyon la première étape du traitement des batteries usagées : elles sont portées à haute température dans des fours à pyrolyse afin d'en séparer les éléments, puis expédiées par camion dans la seconde usine de l'entreprise, à Viviez dans l'Aveyron, où les différentes matières sont extraites, séparées et récupérées. Le taux de récupération des matériaux atteint 98 %. L'activité a commencé en 2011 ; en 2017, environ 500 tonnes de batteries de véhicules électriques (30 000 batteries) et hybrides (170 000 batteries), contre 12 tonnes en 2012. Seuls 10 % des accumulateurs traités à Saint-Quentin-Fallavier sont issus de véhicules électrifiés.